# Рівняння Орнштейна-Церніке
Рівняння Орнштейна-Церніке — інтегральне рівняння статистичної механіки для визначення прямої кореляційної функції. Воно описує, як може бути розрахована кореляція між двома молекулами, точніше кореляція густини між двома точками. Застосування в основному можна знайти в теорії рідини.
Рівняння назване на честь Леонарда Саломона Орнштейна і Фріца Церніке.

## Виведення
Можна отримати рівняння Орнштейна-Церніке з наступних евристичних міркувань. Зручно ввести повну кореляційну функцію:
{\displaystyle h(r_{12})=g(r_{12})-1\,}
яка є мірою для "впливу" молекули 1 на молекулу 2, розташовану на відстані {\displaystyle r_{12}} від першої, в системі з радіальною функцією розподілу {\displaystyle g(r_{12})}. У 1914 році Орнштейн і Церніке запропонували розділити цей вплив на два внески: прямий і непрямий. Прямий внесок за визначенням задається прямою кореляційною функцією, позначається {\displaystyle c(r_{12})}. Непрямий внесок пов'язаний з впливом молекули 1 на третю молекулу 3, яка в свою чергу впливає на молекулу 2, безпосередньо. Такий опосередкований ефект зважується по густині і усереднюється по всіх можливих положеннях координати молекули 3. Цей розклад можна записати так:
{\displaystyle h(r_{12})=c(r_{12})+\rho \int d\mathbf {r} _{3}c(r_{13})h(r_{23})\,}
що і називатиметься  рівнянням Орнштейна-Церніке.
Точний вивід рівняння потребує графічного аналізу та функціональних методів статистичної фізики.

## Застосування
Щоб розв'язати рівняння Орштейна-Церніке, до нього додають ще одне наближене рівняння, що пов'язує {\displaystyle h(r)} з {\displaystyle c(r)}, отримане з модельних міркувань. В результаті отримаємо одне інтегральне чи інтегро-диференціальне рівняння, з якого можна знайти {\displaystyle h(r)}. Найпоширеніші наближення: 
- наближення Перкуса-Євіка:

{\displaystyle c(r)=g(r)[e^{-\phi (r)/kT}-1]e^{-\phi (r)/kT}\,}
- Гіперланцюгове наближення:

{\displaystyle c(r)=g(r)-1-\ln {g(r)}-{\frac {\phi (r)}{kT}},}
В рамках теорії Орштейна-Церніке можна, не вдаючись у детальний вигляд функції {\displaystyle c(r)}, а припустивши лише, що вона є короткодіючою, описати асимтотичну поведінку {\displaystyle h(r)} при {\displaystyle r\rightarrow \infty }:
{\displaystyle h(r)\rightarrow {\frac {e^{-r/R_{c}}}{r}}}
із деяким характерним параметром {\displaystyle R_{c}} (радіусом кореляції).